# Ralph E. Eberhart

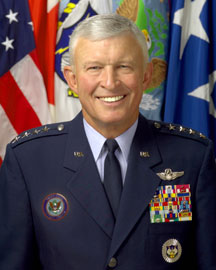
Ralph E. Eberhart

Ralph Edward Eberhart (* 6. Dezember 1946) ist ein ehemaliger General der US Air Force, der sowohl Vice Chief of Staff of the Air Force als auch Kommandeur des North American Aerospace Defense Command (NORAD) und des US Northern Command (NORTHCOM) war.

## Leben
Nach dem Schulbesuch absolvierte er ein Studium der Politikwissenschaft an der US Air Force Academy in Colorado Springs und schloss dieses mit einem Bachelor of Arts (BA Political Science) ab. Nach seinem anschließenden Eintritt in die US Air Force fand er auch Verwendung bei Kampfeinsätzen im Vietnamkrieg und absolvierte später ein postgraduales Studium der Politikwissenschaft an der Troy University, das er 1977 mit einem Master of Arts (MA Political Science) abschloss.
Nach einer Verwendung als Kommandeur des 363rd Tactical Fighter Wing von 1987 bis 1990 wurde er stellvertretender Chef des Stabes der US Air Force für Inspektion, Schutz und Sicherheit (Deputy Chief of Staff, Inspection, Safety and Security). Im Anschluss folgte 1991 als Brigadegeneral seine Ernennung zum Direktor für Programme und Auswertung im US-Verteidigungsministerium, ehe er dort nach seiner Beförderung zum Generalmajor am 1. Juli 1993 von 1994 bis 1995 Direktor für Streitkräftestruktur, Ressourcen und Beurteilung war.
Im Anschluss wurde er als Generalleutnant stellvertretender Chef des Stabes der US Air Force für Planung und Operationen (Deputy Chief of Staff, Plans and Operations) und dann von 1996 bis 1997 Kommandeur der US Forces Japan. Nachdem er als General von 1997 bis 1999 Vice Chief of Staff of the Air Force war, wurde er Kommandeur des Air Combat Command (ACC) auf der Langley Air Force Base.
Zuletzt war er vom 22. Februar 2000 bis zum 5. November 2004 Kommandeur des North American Aerospace Defense Command (NORAD) auf der Peterson Air Force Base. Als solcher war er vom 22. Oktober 2002 bis zum 5. November 2004 zugleich erster Kommandeur des neu geschaffenen US Northern Command (NORTHCOM).
Nach seinem Ausscheiden aus dem aktiven Militärdienst wurde er 2004 Präsident der Armed Forces Benefit Association und übernahm darüber hinaus auch Aufgaben in der Privatwirtschaft. Eberhart, der sich auch im Council on Foreign Relations engagiert, ist seit 2005 Mitglied der Boards of Directors der ObjectVideo Inc. sowie der Standard Aero Holdings, Inc. und seit 2007 von Rockwell Collins. Außerdem war er zeitweise Mitglied der Boards of Directors der 5Star Bank sowie der VSE Corporation.

## Auszeichnungen
Auswahl der Dekorationen, sortiert in Anlehnung der Order of Precedence of Military Awards:
- Defense Distinguished Service Medal (2 ×)
- Air Force Distinguished Service Medal (2 ×)
- Legion of Merit (2 ×)
- Distinguished Flying Cross
- Defense Meritorious Service Medal
- Meritorious Service Medal (3 ×)
- Air Medal (12 ×)
- Air Force Commendation Medal
- National Defense Service Medal (3 ×)
- Vietnam Service Medal (4 ×)
- Southwest Asia Service Medal (2 ×)